# آسپاروخ خان (فیلم)
آسپاروخ خان (بلغاری: Хан Аспарух) یک فیلم زندگی‌نامه‌ای بلغارستانی در سبک اکشن و درام به کارگردانی «لودمیل استایکوف» است که در سال ۱۹۸۱ منتشر شد. این فیلم نمایندهٔ بلغارستان برای جایزه اسکار بهترین فیلم بین‌المللی در پنجاه و پنجمین دوره جوایز اسکار بود که البته به فهرست نهایی نامزدها راه نیافت.
این فیلم ۳ قسمتی، که مدت زمان آن ۴/۵ ساعت است، دربارهٔ زندگی آسپاروخ خان و استقرارِ امپراتوری نخست بلغارستان در سال ۶۸۱ پس از میلاد است و به مناسبت ۱۳۰۰مین سالگرد تأسیس کشور بلغارستان تولید و پخش شد.
در سال ۱۹۸۴، یک نسخهٔ سینمایی کوتاه‌شده از این فیلم با عنوان «۶۸۱ پس از میلاد: شکوه و عظمتِ خان» در ۹۲ دقیقه و به زبان انگلیسی، برای پخش جهانی آماده گردید که البته مورد انتقادهای فراوانی واقع شد؛ از جمله اینکه بخش‌های زیادی از داستان فیلم را حذف کرده و فقط روی قسمت‌های به‌خصوصی از آن انگشت گذاشته و بدین ترتیب، حال‌وهوایِ اصلی ماجرا را تغییر داده است.
در ایران، این فیلم با نام «اِسپاروخان» دوبله و از تلویزیون پخش گردید.